# تپه چراغ
تپه چراغ مربوط به هزاره اول قبل از میلاد - سدهٔ ۶ تا ۸ ه.ق است و در شهرستان شاهین دژ، بخش مرکزی، دهستان محمودآباد، روستای ساروجه سفلی واقع شده و این اثر در تاریخ ۷ اسفند ۱۳۸۵ با شمارهٔ ثبت ۱۷۷۰۶ به‌عنوان یکی از آثار ملی ایران به ثبت رسیده است.